# Городское поселение Вербилки
Городско́е поселе́ние Верби́лки — упразднённое муниципальное образование (городское поселение) в бывшем Талдомском муниципальном районе Московской области. Было образовано в 2005 году. Включает два населённых пункта: рабочий посёлок Вербилки и деревню Акишево.
Руководитель территориального отделения - Горькова Елена Викторовна.

## География
Расположено в южной части Талдомского района. На севере и востоке граничит с сельским поселением Гуслевское, на юге и западе — с городским поселением Дмитров Дмитровского муниципального района. Площадь территории городского поселения — 1631 га.

## Население
| 2006  | 2007  | 2008  | 2009  | 2010  | 2011  |
| ----- | ----- | ----- | ----- | ----- | ----- |
| 6801  | ↘6480 | ↘6446 | ↘6409 | ↗7027 | ↘6996 |
| 2012  | 2013  | 2014  | 2015  | 2016  | 2017  |
| →6996 | ↗7093 | ↘7070 | ↘7027 | ↘7013 | ↘6997 |
| 2018  |       |       |       |       |       |
| ↘6896 |       |       |       |       |       |

## История

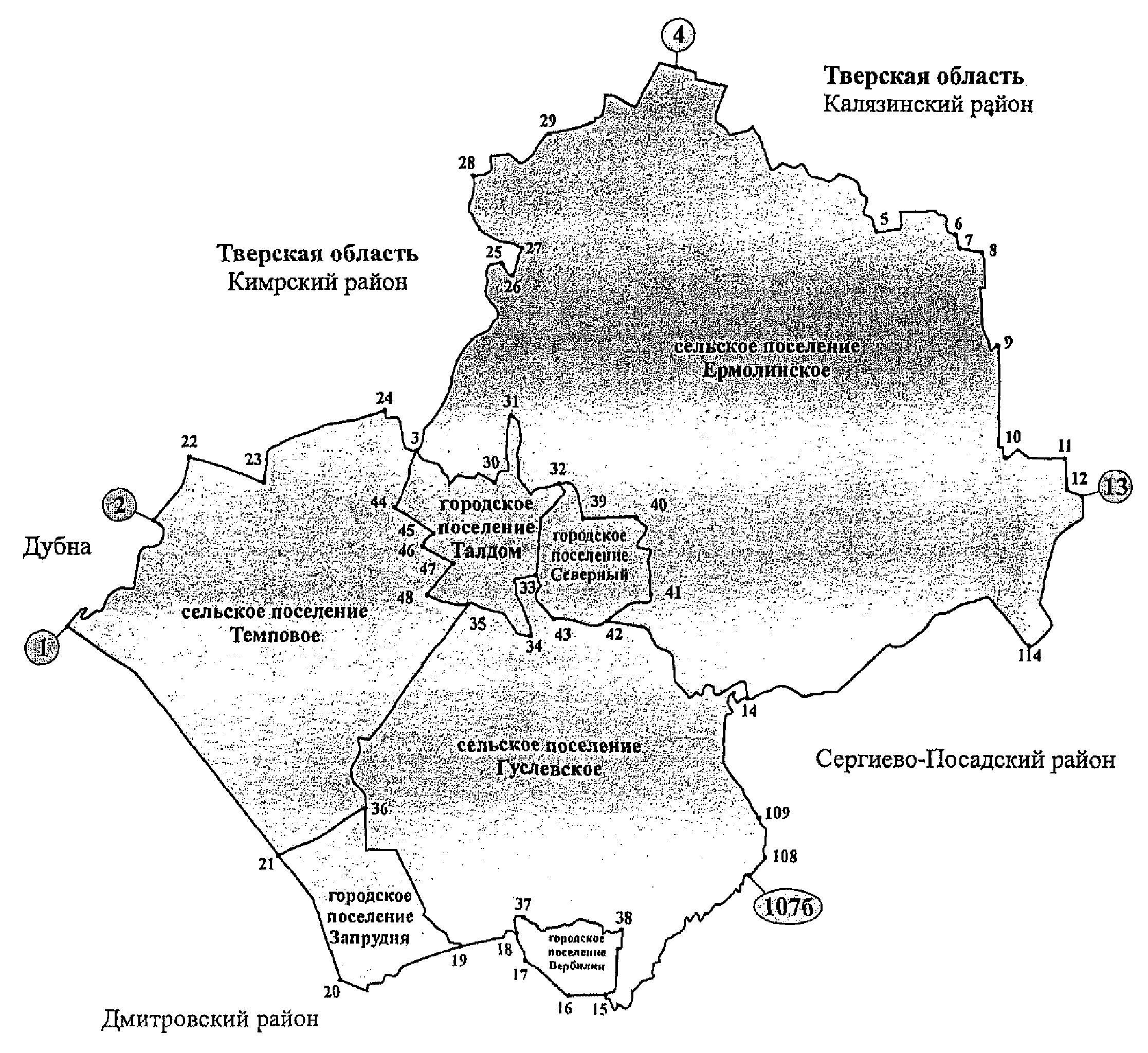
Городское поселение Вербилки (внизу) на карте Талдомского района. Карта 2005 года, до разделения Ермолинского сельского поселения.

В ходе муниципальной реформы, проведённой после принятия федерального закона 2003 года «Об общих принципах организации местного самоуправления в Российской Федерации», в Московской области были сформированы городские и сельские поселения.
Городское поселение Вербилки было образовано согласно закону Московской области от 15 февраля 2005 г. № 42/2005-ОЗ «О статусе и границах Талдомского муниципального района и вновь образованных в его составе муниципальных образований».
В состав городского поселения вошли посёлок Вербилки и деревня Акишево Гуслевского сельского округа. Старое деление на сельские округа было отменено позже, в 2006 году.

## Состав
В состав городского поселения Вербилки входят 2 населённых пункта (1 рабочий посёлок и 1 деревня):
| Вид             | Наименование | Население | ОКАТО          | Бывшая административная единица |
| --------------- | ------------ | --------- | -------------- | ------------------------------- |
| деревня         | Акишево      | 5         | 46 254 807 010 | Гуслевский сельский округ       |
| рабочий посёлок | Вербилки     | 10 092    | 46 254 554     |                                 |